# Siple-Küste
Koordinaten: 82° 0′ S, 155° 0′ W
Die Siple-Küste, engl. Siple Coast, ist der zentrale Teil der Ross-Meer-Küste des Marie-Byrd-Landes in Antarktika. Die gesamte Küstenlinie ist durch das Ross-Schelfeis gesäumt. Die Küstenlinie ist unscharf definiert, da hier massive Eisströme das Land überdecken und in das Schelfeis fließen. Dazu gehören Bindschadler-, Kamb- und Whillans-Eisstrom. Diese an der Siple-Küste mündenden Eisströme sind flachgegründet, durch sehr geringe Bett- und Oberflächenneigungen und eine stark fluktuierende Dynamik gekennzeichnet.
Die klimatischen Verhältnisse an der Siple-Küste sind gekennzeichnet durch häufig auftretende katabatische Winde, die aus der Westantarktis heraus über das Ross-Schelfeis wehen und eine wesentliche Rolle bei der Bildung des Meereises spielen.
Die Küste wurde benannt nach dem Antarktisforscher Paul Siple (1908–1968), der an sechs Antarktisexpeditionen teilnahm, unter anderem an den ersten beiden Expeditionen von Richard Evelyn Byrd zur Siple-Küste (1928–1930). Neben der Siple-Küste wurden auch die Siple-Insel und der Mount Siple nach ihm benannt.
Der westlich von 150° West gelegene Teil der Küste wird als Teil der Ross Dependency von Neuseeland beansprucht.